# Fumontana deprehendor
Fumontana deprehendor is een hooiwagen uit de familie Triaenonychidae.